# ویندیش‌اشنباخ
شهر ویندیش‌اشنباخ (به آلمانی: Windischeschenbach) در ایالت بایرن در کشور آلمان واقع شده‌است.